# Одобеску, Анна
Анна Одобеску (рум. Ana Odobescu; род. 3 ноября 1991, Дубоссары) — молдавская певица, представляющая Молдову на конкурсе песни «Евровидение-2019» с песней «Stay». 2 марта 2019 года она выиграла национальное отборочное шоу O melodie pentru Europa.
Ранее была лауреатом эстрадного конкурса «Славянский базар—2016» под именем Анна Вдовиченко.